# Асарел-Медет
„Асарел-Медет“ АД е българско предприятие за добив и обогатяване на медна руда със седалище в Панагюрище.
Към 2023 година предприятието има обем на продажбите около 800 милиона лева и печалба около 179 милиона лева. Към 2024 година то е третото по обем на продажбите предприятие в българската добивна промишленост (след „Мини Марица-изток“ и „Елаците – Мед“) и второто предприятие в област Пазарджик (след „Биовет“).

## Дейност
„Асарел-Медет“ разработва открити мини за медни руди в находищата „Асарел“ и „Медет“ в Същинска Средна гора, на 11 километра северозападно от град Панагюрище. Предприятието извършва и обогатяване на рудите, както и биохимично извличане на мед и свързаните с това инженерингови и търговски дейности. Компанията извършва проучвателни, инженерно-внедрителски, проекто-конструкторски, екологични и други дейности. Крайните продукти от дейността ѝ са медни концентрати и катодна мед.
Основното минно оборудване на рудник „Асарел“ включва модерна сондажна техника с диаметър на длетата – 250 мм, 130-тонни автосамосвали и електрически багери с обем на кофата от 17 куб. метра. В Обогатителна фабрика „Асарел“ работят флотационни машини с обем от 160 кубически метра. В рудник и Обогатителна фабрика „Асарел“ са внедрени автоматизирани системи за управление и контрол на технологичните процеси.

## История
Проучването на находището „Медет“ започва в средата на 50-те години, а през 1961 година започва изграждането на мината, която е официално открита на 29 декември 1964 година. Предприятието е пререгистрирано като държавно търговско дружество на 20 септември 1991 година. На 15 юни 1999 година е приватизирано от дружество с участието на австрийската „Фьост Алпине Интертрейдинг“ и мендижмънта на предприятието, воден от Лъчезар Цоцорков, директор от 1986 година.

## Управление
„Асарел-Медет“ АД е акционерно дружество с двустепенна система на управление – Надзорен и Управителен съвет. От 20 ноември 2017 година, след смъртта на Лъчезар Цоцорков, председател на Надзорния съвет е неговият син Димитър Цоцорков, а от 2023 година изпълнителен директор е Николай Пелтеков.

## Критики и противоречия
На 22 февруари 2016 г. панагюрският районен съд признава Борислав Сандов за виновен по обвинение за обида на Лъчезар Цоцорков, когото нарекъл „олигарх-отровител“ в статус във Фейсбук. В същото решение съдът признава, че Сандов не излъгал за това, че мината два пъти е отровила река Луда Яна и че адвокатите на Цоцорков са използвали „процедурни хватки“. Решението предизвиква широк медиен отзвук в България и чужбина, включително и реакция на Посланика на Франция в България, който се застъпва публично в подкрепа на Сандов.